# Ryszard Franczyszyn
Ryszard Franczyszyn (ur. 25 grudnia 1964 w Gorzowie Wielkopolskim) – polski żużlowiec.
Licencję żużlową (nr 836) zdobył w 1982 roku. Wychowanek KS Stal Gorzów. W barwach Stali występował w latach 1983–1996 oraz 1998. W 1997 roku reprezentował Start Gniezno, w sezonie 1999 występował w barwach Śląska Świętochłowice, a w latach 2000–2001 był żużlowcem WKM Warszawa.
Sukcesy drużynowe:
- czterokrotny medalista Drużynowych Mistrzostw Polski (złoty – 1983, srebrny – 1984, 1993, brązowy – 1987),
- brązowy medalista Młodzieżowych Drużynowych Mistrzostw Polski (1985),
- pięciokrotny medalista Mistrzostw Polski Par Klubowych (złoty – 1992, srebrny – 1987, brązowy – 1988, 1989, 1994),
- dwukrotny medalista Młodzieżowych Mistrzostw Polski Par Klubowych (brązowy – 1984, złoty – 1985),
- dwukrotny srebrny medalista Drużynowego Pucharu Polski (1992, 1996).

Sukcesy indywidualne:
- trzykrotny finalista Indywidualnych Mistrzostw Polski (najlepszy wynik: 1986 – IX m.),
- dwukrotny finalista Młodzieżowych Indywidualnych Mistrzostw Polski (najlepszy wynik: 1984 – IX m.),
- dwukrotny finalista "Złotego Kasku" (najlepszy wynik: 1987 – XIII m.),
- zdobywca "Srebrnego Kasku" (1985),
- zdobywca "Brązowego Kasku" (1983),
- zdobywca III m. w Herbowym Łańcuchu Miasta Ostrowa Wielkopolskiego (1986) oraz w Kryterium Asów Polskich Lig Żużlowych im. Mieczysława Połukarda (1989),
- wielokrotny uczestnik eliminacji Indywidualnych Mistrzostw Świata (najlepszy wynik: XI m. w półfinale światowym w Pradze, 1994).